# Партія демократичного соціалізму (Німеччина)
Партія демократичного соціалізму (нім. Partei des Demokratischen Sozialismus, PDS) — демократична соціалістична політична партія в Німеччині, яка діяла між 1989 і 2007 роками. Вона була правонаступницею Соціалістичної партії єдності Німеччини (SED), яка керувала Німецькою Демократичною Республікою (Східна Німеччина) як державною партією до 1990 року. З 1990 по 2005 рік ПДС вважалася лівою «партією Сходу». Хоча вона мала мінімальну підтримку в західній Німеччині, вона регулярно отримувала від 15% до 25% голосів у нових східних землях Німеччини, входячи до коаліційних урядів (з Соціал-демократичною партією Німеччини, СДПН) у федеральних землях Мекленбург-Передня Померанія і Берлін.
У 2005 році ПДС перейменована в Ліву партію. PDS (Die Linkspartei. PDS) увійшла до виборчого альянсу з виборчою партією Західної Німеччини «Виборча альтернатива за працю та соціальну справедливість» (WASG) і отримала 8,7% голосів на федеральних виборах у Німеччині у вересні 2005 року (більш ніж удвічі більше, ніж частка 4%, отримана лише PDS на федеральні вибори 2002 року). 16 червня 2007 року обидві групи об'єдналися в нову партію під назвою Ліві (Die Linke ).
Партія проводила багато соціально прогресивних політик, включаючи підтримку легалізації одностатевих шлюбів і збільшення соціального забезпечення для іммігрантів.
На міжнародному рівні Ліва партія. PDS була співзасновником Партії європейських лівих і була найбільшою партією в групі Європейських об’єднаних лівих – північних зелених лівих (GUE/NGL) у Європейському парламенті.

## Історія

### Падіння комунізму
18 жовтня 1989 року, за три тижні до падіння Берлінської стіни, багаторічний лідер Східної Німеччини Еріх Хонеккер був змушений піти у відставку з посади генерального секретаря Соціалістичної єдиної партії Німеччини (СЄПН) під тиском обох рухів за громадянські права в Німецької Демократичної Республіки та самої партійної бази. Його змінив Егон Кренц, який, однак, не зміг зупинити крах партії та уряду. 9 листопада 1989 року впала Берлінська стіна, кордони між Східною та Західною Німеччиною були знову відкриті, а 1 грудня 1989 року Народна палата скасувала конституційні положення, які надавали СЄПН монополію на владу в НДР.
3 грудня 1989 року Кренц і все політбюро СЄПН пішли у відставку і були виключені з партії центральним комітетом, який, у свою чергу, незабаром після цього саморозпустився.  Це допомогло молодшому поколінню політиків-реформаторів у правлячому соціалістичному класі Східної Німеччини, які дивилися на гласність і перебудову радянського президента Михайла Горбачова як на модель політичних змін. Реформатори, такі як автори Штефан Гейм і Кріста Вольф, а також адвокат Грегор Гізі, адвокат дисидентів, таких як Роберт Хавеманн і Рудольф Баро, незабаром почали створювати партію, сумно відому своєю жорсткою марксистсько-ленінською ортодоксією та методами поліцейської держави.

### Возз'єднана Німеччина
На перших загальнонімецьких виборах у 1990 році ПДС набрала лише 2,4% загальнонаціональних голосів. Однак одноразовий виняток із виборчого законодавства Німеччини дозволив східним партіям претендувати на представництво, якщо вони набрали п’ять відсотків голосів у колишній Східній Німеччині. У результаті ПДС увійшла до Бундестагу з 17 депутатами на чолі з Гізі, одним із найбільш харизматичних і чітких політиків Німеччини. Однак вона вважалася лише «групою» в Бундестазі, а не повноцінною парламентською фракцією.
На федеральних виборах 1994 року, незважаючи на антикомуністичну кампанію «Червоні шкарпетки» тодішніх правлячих християнських демократів, спрямовану на відлякування східних виборців, ПДС збільшила свої голоси до 4,4%. Що ще важливіше, Ґізі було переобрано зі свого берлінського місця, а троє інших членів ПДС були обрані зі східних округів. Згідно з конституцією Німеччини, партія, яка отримує принаймні три місця, обраних прямим голосуванням, має право на пропорційне представництво, навіть якщо вона не подолає п’ятивідсотковий бар’єр. Це дозволило їй знову потрапити до Бундестагу з розширеним кокусом із 30 депутатів. На федеральних виборах 1998 року партія досягла найвищої позначки у своїй долі, набравши 5,1% загальнонаціональних голосів і 36 місць, подолавши критичний поріг у 5%, необхідний для гарантованого пропорційного представництва та повного парламентського статусу в Бундестазі.

### Альянс з WASG

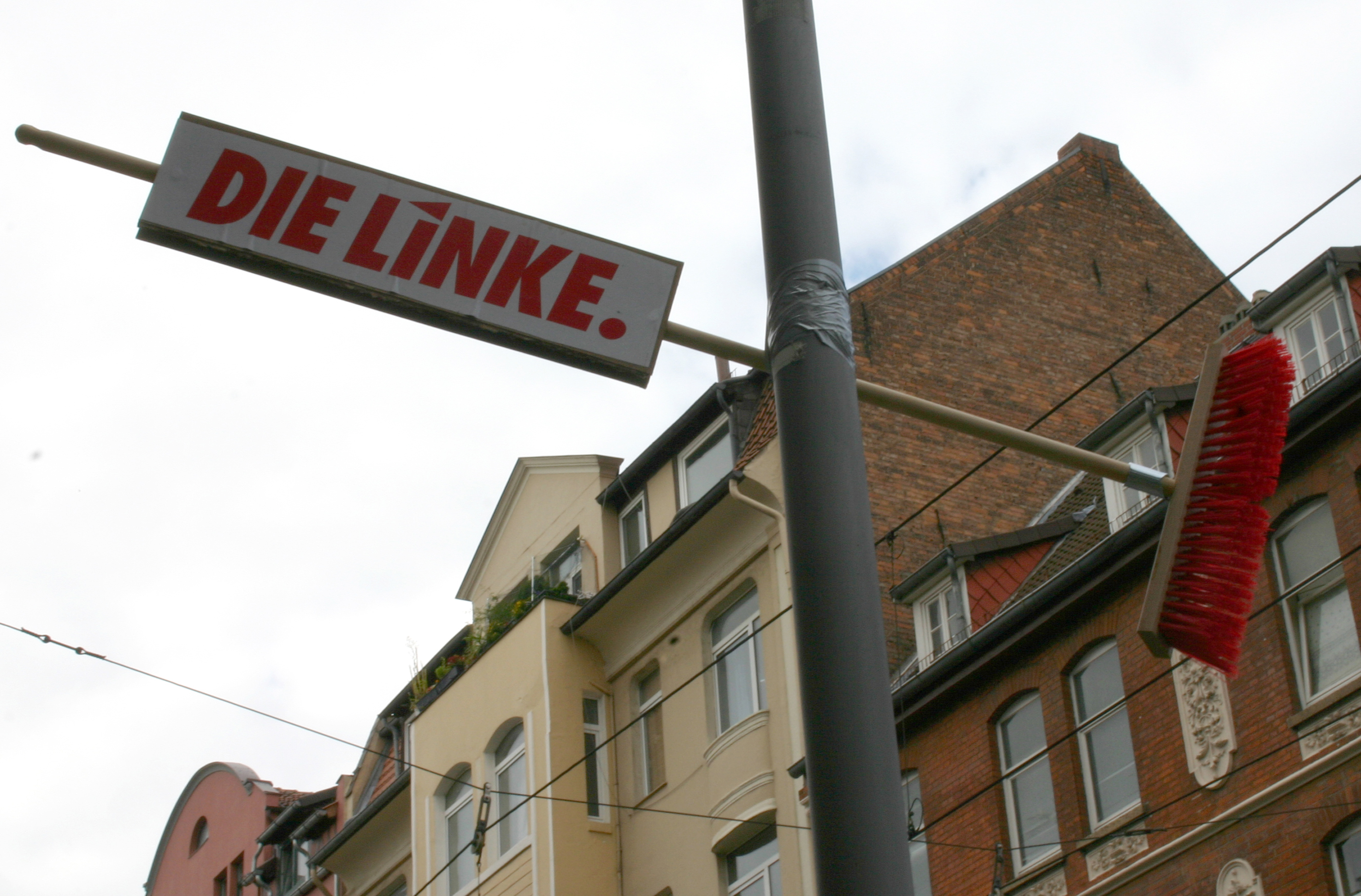
Виборча кампанія 2005 року

Після марафонських переговорів PDS і Праця та соціальна справедливість – Виборча альтернатива (WASG), яка кілька місяців тому відокремилася від Соціал-демократичної партії Німеччини, домовилися про умови спільного квитка для участі у федеральних виборах 2005 року та зобов’язалися об'єднатися в єдину ліву партію в 2006 або 2007 роках. Відповідно до пакту, сторони не змагалися одна з одною в жодному окрузі. Натомість кандидати від WASG, у тому числі колишній лідер СДПН Оскар Лафонтен, були висунуті у виборчий список ПДС. Щоб символізувати нові стосунки, ПДС змінила назву на Ліва партія/ПДС або Ліва/ПДС, причому літери «ПДС» були необов’язковими в західних штатах, де багато виборців все ще вважали ПДС «східною» партією.

#### Результати федеральних виборів 2005 року

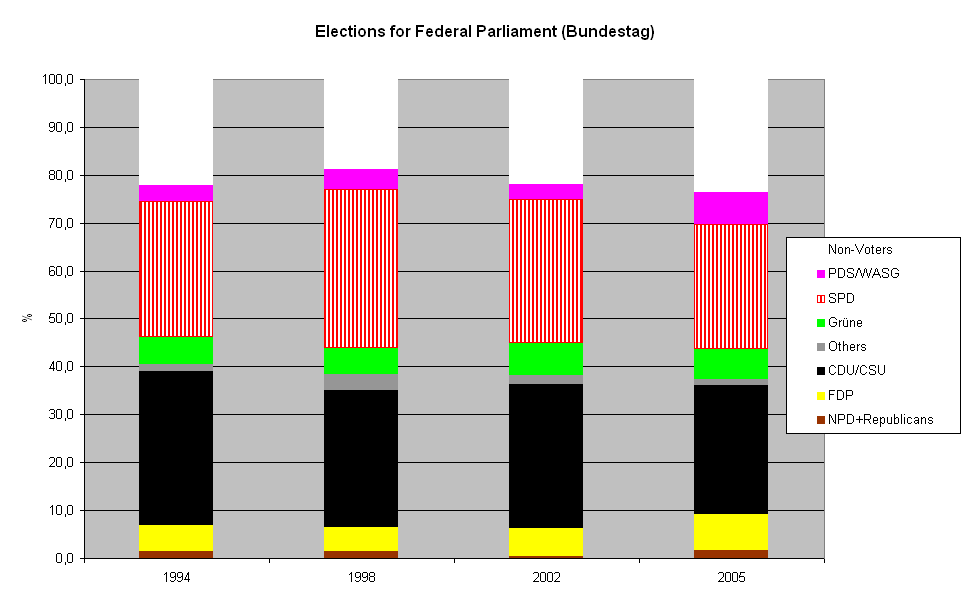
Результати федеральних виборів

На федеральних виборах 2005 року Ліва партія стала четвертою за чисельністю партією в Бундестазі, маючи 54 депутати (повний список), випереджаючи Зелених (51), але поступаючись Вільній демократичній партії (61). Троє членів парламенту від Лівої партії були обрані прямим шляхом на основі виборчих округів: Грегор Ґізі, Гезіне Льотш і Петра Пау, усі у виборчих округах Східного Берліна. Крім того, 51 члена парламенту від Лівої партії було обрано за елементом партійного списку додаткової членської системи пропорційного представництва Німеччини. Серед них Лотар Біскі, Катя Кіппінг, Оскар Лафонтен і Пол Шефер. Крім Лафонтена, на виборах до Бундестагу за списком Лівої партії перемогла низка інших видатних перебіжчиків із СДПН, зокрема видатний лідер турецької меншини Німеччини Хаккі Кескін, суддя Федерального конституційного суду Німеччини Вольфганг Нешкович та колишній лідер СДПН у Баден-Вюртемберзі., Ульріх Маурер.

## У державному та місцевому управлінні
ПДС мала досвід роботи в якості молодшого партнера по коаліції в двох федеральних землях — Берліні та Мекленбурзі-Передній Померанії — де вона керувала спільно з Соціал-демократичною партією Німеччини (СДПН) до 2006 року. Політична відповідальність спалила репутацію лівих як прагматичної, а не ідеологічної партії. Він залишався сильним у місцевому уряді східної Німеччини, маючи понад 6500 міських радників і 64 обраних мерів. Партія продовжувала завойовувати східних виборців, наголошуючи на політичній компетентності та відмовляючись називати її просто «протестною партією», хоча вона, безумовно, привернула мільйони протестуючих виборців на федеральних виборах,  наживаючись на зростаючому невдоволенні високим рівнем безробіття та скороченням державного медичного страхування, допомоги з безробіття та трудових прав.

## Подальше читання
- Barker, Peter, ред. (1998). The Party of Democratic Socialism in Germany: Modern Post-Communism or Nostalgic Populism. Rodopi.
- Hough, Dan (2001). The Fall and Rise of the PDS in Eastern Germany (1st ed.). The University of Birmingham Press. ISBN 1-902459-14-8
- Oswald, Franz (2002). The Party That Came Out of the Cold War : The Party of Democratic Socialism in United Germany. Praeger Publishers. ISBN 0-275-97731-5
- Thompson, Peter (2005) The Crisis of the German Left. The PDS, Stalinism and the Global Economy Berghahn Books, New York and Oxford. ISBN 1-57181-543-0